# Зобнін Роман Сергійович
Роман Сергійович Зобнін (рос. Роман Сергеевич Зобнин, нар. 11 лютого 1994, Іркутськ) — російський футболіст, півзахисник клубу «Спартак» (Москва).
Виступав, зокрема, за клуби «Академія» (Тольятті) та «Динамо» (Москва), а також національну збірну Росії.
Чемпіон Росії.

## Клубна кар'єра
Народився 11 лютого 1994 року в місті Іркутськ.
У дорослому футболі дебютував 2011 року виступами за команду клубу «Академія» (Тольятті), в якій провів два сезони, взявши участь у 23 матчах чемпіонату. 
Своєю грою за цю команду привернув увагу представників тренерського штабу клубу «Динамо» (Москва), до складу якого приєднався 2014 року. Відіграв за московських динамівців наступні два сезони своєї ігрової кар'єри. Більшість часу, проведеного у складі московського «Динамо», був основним гравцем команди.
До складу клубу «Спартак» (Москва) приєднався 2016 року. Станом на 16 травня 2018 року відіграв за московських спартаківців 43 матчі в національному чемпіонаті.

## Виступи за збірні
У 2009 році дебютував у складі юнацької збірної Росії, взяв участь у 47 іграх на юнацькому рівні, відзначившись одним забитим голом.
З 2015 року залучався до складу молодіжної збірної Росії. На молодіжному рівні зіграв у 4 офіційних матчах.
У тому ж році дебютував в офіційних матчах у складі національної збірної Росії.

## Титули і досягнення
- Чемпіон Росії (1):

«Спартак» (Москва): 2016-17
- Володар Суперкубка Росії (1):

«Спартак» (Москва): 2017
- Володар Кубка Росії (1):

«Спартак» (Москва): 2021-22